# Parque nacional de Manda
El Parque nacional de Manda (en francés: Parc national de Manda) es el nombre que recibe un espacio protegido de 1.140 km² en la región Chari, en el sur del país africano de Chad. Al noroeste se encuentra la ciudad de Sarh, en su frontera noreste esta Chari, mientras que al suroeste esta la carretera Sarh-Yamena.
Se encuentra en el cinturón de vegetación de la sabana del Sudán Oriental y está cubierto en un 66% con montes de sabana, 31% con los bosques y el 2% lo forma la sabana. La temporada de lluvias comienza en abril y el parque nacional recibe cerca de 1.000 mm de lluvia al año.
Originalmente se estableció en 1953 como una reserva natural, y obtuvo el estatus de parque nacional solo en 1965.